# Valenciennellus
Valenciennellus è un genere di pesci ossei abissali appartenente alla famiglia Sternoptychidae.

## Distribuzione e habitat
Il genere è cosmopolita. Nel mar Mediterraneo è presente V. tripunctulatus. Sono pesci batipelagici.

## Specie
- Valenciennellus carlsbergi
- Valenciennellus tripunctulatus[1]